# Evlania
Evlania es un género de foraminífero bentónico de la familia Caligellidae, de la superfamilia Moravamminoidea, del suborden Fusulinina y del orden Fusulinida. Su especie tipo es Evlania transversa. Su rango cronoestratigráfico abarca el Frasniense (Devónico superior).

## Discusión
Clasificaciones más recientes incluyen Evlania en la superfamilia Caligelloidea, del suborden Earlandiina, del orden Earlandiida, de la subclase Afusulinana y de la clase Fusulinata.

## Clasificación
Evlania incluye a las siguientes especies:
- Evlania devonica †
- Evlania hispanica †
- Evlania mistiaeni †
- Evlania prava †
- Evlania transversa †
- Evlania villedeae †

Otra especie considerada en Evlania es:
- Evlania camerata †, de posición genérica incierta